# Luitje Wiersum
Luitje Wiersum Tzn. (Eenrum, 5 augustus 1863 - aldaar, 12 oktober 1945) was een Nederlands bestuurder en landbouwer. Hij was onder meer Statenlid voor de provincie Groningen en burgemeester van Eenrum. 
Wiersum komt uit een Groningse patriciërsfamilie, onder meer Luitje Luitjens Wiersum, de eerste burgemeester van Baflo, en burgemeester Ype Wiersum van Leens waren familie van hem. 
Wiersum begon zijn loopbaan als bestuurslid van het waterschap Hunsingo. In 1899 werd hij Statenlid, wat hij tot 1916 bleef. In 1909 werd Wiersum daarnaast verkozen tot burgemeester van Eenrum en zat er dertig jaar in het ambt. Op het moment van zijn vertrek in 1939 was hij met zijn bijna 76 jaar dan ook de oudste burgemeester van Nederland. 
Naast zijn Statenlidmaatschap en burgemeesterschap had Wiersum zijn eigen landbouwbedrijf in Eenrum, waar hij tot 1923 ook gewoond heeft. Hij overleed in het najaar van 1945 op 82-jarige leeftijd in Eenrum en ligt begraven op de begraafplaats aldaar. 